# Mariano Pina Domínguez
Mariano Pina Dominguez, född 1840 i Granada, död den 20 november 1895, var en spansk dramatisk författare.
Pina Domínguez nödgades av fattigdom överge studiebanan och begav sig till Madrid för att med pennan förtjäna sitt bröd. Han debuterade där 1869 med El viejo Telémaco, som följdes av ett hundratal teaterstycken, bland vilka kan nämnas El violinista och Sensitiva (1870), Fausto, El forastero och Dar en blanco (1874), Los dóminos blancos (1876), El chiquitin de la casa (1877), El pañuelo de las hierbas (1879), Las dos princesas, Y a somos tres (1880), La ducha (1882), La diva (1885), El húsar (1893), Servicio obligatorio (1894) med flera. Pina Domínguez skrev även poesi och romaner, Aventuras de un joven timida, Percances de tres amigos (1876), El hombre de las tres pelucas och Un seductor de criadas (1877).